# Zana (Band)
Zana (auch Grupa Zana) ist eine New-Wave- und Pop-Rock-Band aus Belgrad, die seit ihrer Gründung im Jahr 1979 in wechselnden Besetzungen in einem Zeitraum von mehr als fünfundzwanzig Jahren zahlreiche Alben und Singles veröffentlichte. Einige ihrer kommerziell erfolgreichsten Veröffentlichungen erhielten für ihre hohen Auflagenzahlen das Zertifikat dijamantna ploča (Diamant-Zertifikat für Auflagen von 200.000 Exemplaren) der jugoslawischen Tonträgerindustrie, wodurch Zana neben Riblja čorba zu einer der erfolgreichsten Belgrader Bands in der ersten Hälfte der 1980er Jahre wurde.

## Geschichte
Der Gitarrist Radovan Jovićević und der Keyboarder Zoran Živanović gründeten 1976 eine Hochschulband, die mehrmals den Namen wechselte. Zu einem Konzert Ende der 1970er Jahre brachte Jovićević seine Freundin Zana Nimani mit, die bald darauf ihre ersten Auftritte als Sängerin der Gruppe hatte. 1979 beschloss man, gemeinsam unter dem Namen Zana aufzutreten. Die erste Besetzung von Zana bestand neben den drei Gründungsmitgliedern aus dem Gitarristen Igor Jovanović, dem Bassisten Bogdan Dragović und dem Schlagzeuger Aleksandar Ivanov. Das erste Album der Band, die am Anfang der 1980er Jahre stilistisch der in Jugoslawien sehr populären Musik der New Wave nahestand, erschien 1981 bei Jugoton.
Bei einem Termin für die Aufnahme einiger ihrer Songs im Studio VI des Radio Belgrad wurde die etablierte Songschreiberin Marina Tucaković auf die Band aufmerksam, die als Texterin für Musiker wie Dado Topić oder Svetlana Ražnatović gearbeitet hat und in späteren Jahren an einigen Beiträgen Serbiens für den Eurovision Song Contest mitwirkte. Mit dem von ihr geschriebenen Lied Dodirni mi kolena („Berühre meine Knie“), das auf dem zweiten, gleichnamigen Album der Band erschien, wandte sich die Band dem kommerziellen Synthiepop zu und erlangte damit große Popularität.
Bis Mitte der 1980er Jahre hatte sich der Sound der Band in Richtung radiotauglicher Rock- und Popmusik entwickelt. Nach dem Weggang von Zana Nimani im Jahr 1984 führten Jovićević und Živanović die Band weiter und wechselten 1985 mit Nataša Gajović (1965) und 1987 mit Nataša Živković (1969) zweimal die Sängerin. In den 1990er Jahren trat Zana als Trio auf, bestehend aus Jovićević, Živanović und der Sängerin Jelena Galonić (1970). 1999 verließ Jovićević die Gruppe. In den 2010er Jahren führten Zoran Živanović und Jelena Galonić die Band Zana in neuer Besetzung fort.

## Diskografie

### Studioalben
- 1981: Loše vesti uz rege za pivsku flašu (Jugoton)
- 1982: Dodirni mi kolena (Jugoton; Diamant-Zertifikat[1] für eine Auflage von 200.000 Exemplaren)[8]
- 1983: Natrag Na Voz (Jugoton)
- 1985: Zana (PGP-RTB)
- 1987: Otkinimo noćas zajedno (PGP-RTB)
- 1988: Grupa Zana (Vojna Pošta) (Diskoton; zweifaches Diamant-Zertifikat für eine Auflage von 400.000 Exemplaren)[9]
- 1989: Grupa Zana (Miš) (Diskoton)
- 1991: Nisam, Nisam... (PGP-RTS)
- 1993: Tražim (PGP-RTS)
- 1997: Zanomanija (PGP-RTS)
- 1999: Prijatelji (PGP-RTS)
- 2001: 21 (City Records)
- 2006: Kao nekad (City Records)

### Live
- 1998: Zana uživo (PGP-RTS; Doppel-CD einer Konzertaufzeichnung im Jahr 1997)